# Roma a mano armata
Roma a mano armata è un film, del 1976, diretto da Umberto Lenzi.
Ebbe un gran successo di pubblico e lanciò Lenzi come specialista del genere poliziottesco.
Il film fu girato a Roma per bissare il successo di Roma violenta, diretto da Marino Girolami nel 1975. Roma a mano armata, infatti, riprende da quel film lo schema narrativo a mosaico e il protagonista Maurizio Merli, che richiama molto il precedente commissario (là chiamato Betti invece che Tanzi).
La colonna sonora è di Franco Micalizzi; comprende anche Roma parlaje tu de I Vianella già ascoltata nel film Storia de fratelli e de cortelli di Mario Amendola. Il brano Se l'avrebbe saputo è stato composto da Roberto Donati e Fiamma Maglione.

## Trama
Il commissario Tanzi, dopo aver ricevuto una soffiata, fa irruzione con i suoi uomini in una bisca clandestina, gestita dai marsigliesi di Ferrender. Sul posto però non c'è nulla di illegale. Tanzi comunque riconosce Savelli, un uomo di Ferrender, e lo arresta. In commissariato Tanzi lo pesta, per farlo parlare, ma Savelli non dice nulla, e il suo avvocato lo fa rilasciare grazie ad un cavillo.

Tomas Milian nei panni di Vincenzo Moretto detto il Gobbo

Il giorno dopo, durante una rapina, Savelli e altri uomini uccidono una guardia. Tanzi cerca l'omicida e si reca al mattatoio, dove lavora Moretto, detto il Gobbo. Questi è il cognato di Savelli, ma si rifiuta di dare informazioni a Tanzi, che lo incastra facendo trovare della droga nella sua auto. In commissariato il Gobbo si rifiuta ancora di parlare, e Tanzi lo picchia selvaggiamente. Andato con una scusa in bagno, il Gobbo si taglia le vene con l'aiuto di un orologio. Uscito dal commissariato, mette in cattiva luce Tanzi, svelando i suoi metodi maneschi. A causa di questo il vice questore declassa Tanzi all'Ufficio Licenze Pubblici Esercizi.

Il Gobbo picchiato da Tanzi

Il Gobbo intanto organizza il sequestro di Anna, la compagna di Tanzi che lavora come magistrato. Anna viene rinchiusa in un'auto e quasi stritolata dallo sfasciacarrozze. Tanzi venuto a conoscenza del fatto che Anna è ricoverata in ospedale, si reca da lei, ma la ragazza, a causa del forte stress, della paura provata, non riesce a dar indicazioni su chi possa essere stato. Il medico alla fine della visita, consegna al commissario un proiettile che la fidanzata stringeva in una mano al momento del ricovero. Quindi compreso chi sia il colpevole, si reca a casa del Gobbo e lo obbliga ad ingoiare quel proiettile. Il Gobbo compie l'operazione senza batter ciglio, e replica spavaldamente con un rutto.
Di notte un gruppo di ragazzi di buona famiglia importuna una coppietta ferma dentro una macchina, pesta il ragazzo, quindi lo chiude dentro il bagagliaio e violenta la ragazza. Il ragazzo riesce a liberarsi e incontra Tanzi, portandolo sul luogo della violenza. Tanzi parte alla caccia dei violentatori, che trova in un circolo monarchico. Ne picchia alcuni, poi a bordo della sua Alfa Romeo Alfetta li insegue, provocando la morte di uno di essi, dopo che questi aveva tentato di travolgerlo con la propria auto.

Il Gobbo mentre picchia Tanzi nel finale del film

Il giorno successivo il vice commissario Caputo scagiona Tanzi da ogni colpa. Poco dopo una donna chiede il suo aiuto per aiutare la figlia Marta, caduta nel tunnel della droga. Il commissario scopre che la ragazza è stata circuita dallo spacciatore Tony Parenzo. Riesce a localizzare la casa dove è stata portata la ragazza, ma al suo arrivo ella è già in overdose e Parenzo è fuggito. Tanzi lo riacciuffa e lo minaccia per avere delle informazioni su Ferrender. Ma, quando sta per parlare, Parenzo viene ucciso da un colpo di pistola sparato da una macchina.
Nel frattempo è in corso l'ennesima rapina: è di nuovo Savelli e altri due complici a compierla, ma, stavolta, Tanzi riesce ad intervenire in tempo; grazie ad uno stratagemma, fa irruzione nella banca, uccide i banditi e libera gli ostaggi. Un benzinaio intanto identifica il Gobbo che, nel frattempo, riesce a seminare la polizia con l'ausilio di un'ambulanza. Tanzi, subito dopo, scopre un dossier su Ferdinando Gerace, personaggio che il commissario aveva conosciuto in precedenza per questioni legate a una licenza d'esercizio.
Gerace è l'intestatario del capannone dove il Gobbo si rifugia con i suoi complici. Tanzi si reca sul luogo, trova l'auto usata per uccidere Parenzo, ma viene sopraffatto dal Gobbo, che gli confessa di aver ucciso Ferrender. Caputo, appostato fuori dal capannone, interviene e intima al Gobbo di arrendersi, ma questi lo uccide. Tanzi spara al Gobbo, eliminandolo.

## Produzione

### Cast
Roma a mano armata nasce dal desiderio del produttore Luciano Martino di sfruttare il filone del poliziottesco, allora all'apice del suo successo tra il pubblico. Per far questo Martino chiamò i due attori di maggior successo di allora nel genere, vale a dire Maurizio Merli e Tomas Milian. Ma Milian chiese molti più soldi di Merli, così Martino decise di far fare a Tomas una "partecipazione straordinaria", vale a dire che pagò l'attore per pochi giorni di lavoro, ma il suo nome venne inserito nei cartelloni accanto a quello di Maurizio Merli.

### Regia

Il classico inseguimento "alla Umberto Lenzi" con la macchina da presa
in soggettiva sull'auto

La rapina iniziale

Dopo Milano odia: la polizia non può sparare, più un noir che un poliziottesco, Umberto Lenzi tornò al poliziesco classico, del quale diventerà uno dei maestri.
In origine il film si doveva intitolare Roma ha un segreto ed era una storia di spionaggio ambientata a Trastevere. Lenzi però rifiutò la sceneggiatura, in quanto riteneva che una storia di spionaggio a Roma non sarebbe stata credibile e propose a Martino di fare un film spezzettato, sulla violenza della Roma dell'epoca. La proposta del regista venne accettata e dopo una settimana Dardano Sacchetti scrisse la sceneggiatura.
Lenzi ha raccontato che il personaggio del "Gobbo" gli è stato ispirato da un macellaio conosciuto nell'infanzia. Inoltre a Roma è esistito davvero il cosiddetto "Gobbo del Quarticciolo" (il cui vero nome era Giuseppe Albano).
Per il personaggio di Ferrender il regista si è ispirato a un gangster che all'epoca fece parlare molto di se: tale Jacques Berenguer, appartenente al clan dei marsigliesi.

### Riprese
Le riprese del film avvennero principalmente a Roma. Alcune inquadrature dell'inseguimento fra le auto della polizia e quella del Gobbo sono riciclate dall'inseguimento di Milano trema: la polizia vuole giustizia, scena oltretutto già riproposta in parte nel successivo Milano odia: la polizia non può sparare. La scena della rapina è stata girata in piazza Roma ad Aprilia.
La rivalità tra Maurizio Merli e Tomas Milian era molto forte («Dire che tra Tomas e Maurizio ci fosse rivalità, nonostante fosse stato proprio Tomas a volerlo come protagonista, è ancora un eufemismo», ha dichiarato il regista). Nella scena finale, quando il Gobbo, dopo aver ucciso l'altro poliziotto disarma Merli e lo prende a calci quando è a terra, Milian tempestò realmente di calci Merli, tanto che quest'ultimo s'infuriò e il regista fu costretto ad interrompere le riprese, continuandole il giorno successivo. Di fatto, nel successivo film girato da Tomas Milian e Maurizio Merli, Il cinico, l'infame, il violento, i due non hanno girato nessuna scena insieme, neanche quella finale, preparata come se i due attori fossero sullo stesso luogo. Dopo questi due film non hanno più lavorato insieme.

## Accoglienza

### Incassi
Distribuito nel circuito cinematografico italiano il 25 febbraio del 1976, a fronte della fredda accoglienza da parte della critica, il film registrò un buon risultato commerciale, incassando 1.617.361.000 lire dell'epoca.

### Critica
All'epoca il film fu accolto dalla critica italiana con le solite accuse di fascismo e giustizialismo. Comunque vi furono anche critiche semipositive, che evidenziarono l'impianto narrativo del film e la spettacolarità delle scene d'azione.
In anni più recenti il film è stato ampiamente rivalutato, ed è considerato una pietra miliare del poliziottesco.

## Considerazioni
Il "Gobbo" è stato visto come un personaggio antiborghese e proletario, che dissacra la famiglia, i santi e le autorità. Aver messo un personaggio del genere contro il commissario tutto d'un pezzo e "fascista" fece sì che il pubblico all'epoca si identificasse con il Gobbo. Ciò è confermato anche dal fatto che, come raccontato da Dardano Sacchetti in una puntata del programma Stracult, alla prima del film gli spettatori addirittura fischiarono Maurizio Merli, il quale uscì dalla sala in lacrime.
Umberto Lenzi dichiarò che questa intenzione era voluta: «C'è sempre nei miei film qualcosa che va verso questa ideologia di ribaltamento e liberazione. Ci sono stati due film in cui ho cercato di dare questa dimensione di contestazione globale: Roma a mano armata e La banda del gobbo».

## Sequel e crossover
- Il film ha avuto un sequel nel 1977: Il cinico, l'infame, il violento, sempre diretto da Umberto Lenzi.
- Il personaggio del "Gobbo" torna in La banda del gobbo (1977), anche questo diretto da Umberto Lenzi e interpretato da Milian. Lì è il protagonista assoluto del film, e incontra il fratello, detto "Er Monnezza", anch'esso interpretato da Milian, quest'ultimo personaggio già apparso nel film Il trucido e lo sbirro (1976), ancora di Umberto Lenzi, e che in seguito apparirà anche nella pellicola La banda del trucido (1977) di Stelvio Massi.

## Collegamenti ad altre pellicole
- Nel film c'è una citazione da Milano odia: la polizia non può sparare, diretto da Lenzi nel 1974, quando il giovane monarchico spaventa la coppietta proletaria in auto e fa le boccacce al finestrino come Giulio Sacchi prima di rapire Marilù. Questa scena è tra l'altro ispirata ai terribili fatti del Circeo.
- Nessun collegamento vi è invece tra questa pellicola ed altri due poliziotteschi usciti nei mesi successivi, Italia a mano armata di Franco Martinelli e Genova a mano armata di Mario Lanfranchi: era infatti prassi comune di registi e produttori di questo filone cinematografico di dare ai film dei titoli che richiamassero delle pellicole precedenti che avevano riscosso un notevole successo commerciale, allo scopo di attirare maggior pubblico nelle sale.
- Durante l'inseguimento tra l'Alfetta guidata dal commissario Tanzi e la Fiat Dino azzurra compare ben visibile un manifesto pubblicitario del film L'affare della Sezione Speciale, girato nell'anno precedente; la cinepresa si sofferma per due volte sul manifesto evidentemente per renderlo chiaramente leggibile.